# Marianne Bedsted
Marianne Bedsted (Født 1967) er en dansk erhvervskvinde der har været både hoteldirektør, direktør for Musikhuset Aarhus, direktør i Salling og i dag bestyrelsesformand i Danmarks Radio og Den Jyske Opera. Hun er gift med Claus Hovge Andersen, og har to børn.

## Karriere
1993-1997: Direktør, Torvehallerne Vejle
1997-2005: Direktør, Scandic Bygholm Park
2005-2006: HR-direktør, Scandic & Hilton Hotels Danmark2006-2009: Direktør, Hotel Scandic Plaza Aarhus og Scandic Aarhus Vest
2009-2014: Direktør, Musikhuset Aarhus
2014-2018: Direktør, Salling Group. Ansvarlig for Sallings to stormagasiner i Aarhus og Aalborg samt 16 Starbucks og 14 Carl Jr.-restauranter.

## Andre hverv
2017-: Formand, Den Jyske Opera
2018-: Bestyrelsesmedlem, Musikkens Hus
2018-: Bestyrelsesmedlem, Copenhagen Contemporary
2019-: Bestyrelsesformand, Danmarks Radio